# 園基福
園 基福（その もとよし、1622年3月27日（元和8年2月16日） - 1699年12月30日（元禄12年11月10日））は、江戸時代前期の公家。
権大納言・園基音の子。官位は従一位・准大臣。園家14代当主。青山流第14代家元。霊元天皇の外伯父。主に明正天皇（109代）から東山天皇（113代）までの五帝に亘り仕えた。

## 生涯
1626年（寛永3年）叙任。以降累進し、侍従・左近衛少将・左近衛中将・蔵人頭を経て、1649年（慶安2年）に参議となり公卿に列する。
その後踏歌節会外弁・権中納言を経て、1660年（万治3年）に権大納言となる。1669年（寛文9年）に権大納言を辞すと、1686年（貞享3年）には従一位に昇叙。霊元天皇の外伯父にあたる事から、権中納言を極官とする園家としては異例の准大臣宣下を蒙った。
1699年12月30日（元禄12年11月10日）、死去。

## 系譜
- 父親：園基音 - 権大納言。贈左大臣
- 母親：谷衛友の娘[3]
- 正室：中御門尚良の娘[4]
- 継室：水野勝俊の娘[5]
- 生母不明の子女
  - 男子：園基勝 - 権大納言
  - 男子：波多基維 - 右近衛少将